# Plumapathes fernandezi
Plumapathes fernandezi är en korallart som först beskrevs av Pourtalès 1874.  Plumapathes fernandezi ingår i släktet Plumapathes och familjen Myriopathidae. Inga underarter finns listade i Catalogue of Life.